# أنسيغة
بلدية من بلديات ولاية خنشلة تابعة لدائرة الحامة, تعتبر من البلديات القريبة لعاصمة الولاية, تبعد عن بلدية خنشلة بـ2 كلم وعن بابار بـ20كلم وششار بـ50كلم.. تسمى أيضا «تميورت».